# René Weissinger
René Weissinger, né le 11 décembre 1978 à Böblingen, est un coureur cycliste professionnel allemand.

## Biographie
Professionnel durant les années 2000 et 2010, il compte trente victoires.

## Palmarès
- 2000
  - 3e du Grand Prix de Waregem
- 2001
  -  Champion d'Allemagne de la montagne
- 2003
  - 3e du championnat d'Allemagne de la montagne
- 2004
  - Haid-Ansfelden
  - 3e du championnat d'Allemagne de la montagne
- 2005
  - Tour de Berne
  - Völkermarkter Radsporttage
  - Grand Prix Vorarlberg
- 2006
  - 1re et 2e étapes du Tour du lac Qinghai
- 2011
  - Tour du Burgenland

## Classements mondiaux
| Année           | 2005 | 2006 | 2007 | 2008 | 2009 | 2010 | 2011  |
| --------------- | ---- | ---- | ---- | ---- | ---- | ---- | ----- |
| UCI Asia Tour   |      | 26e  |      |      |      | 270e | 216e  |
| UCI Europe Tour | 96e  | 460e | 256e | 398e | 965e | 476e | 1054e |